# I Believe in Father Christmas (canción)
«I Believe in Father Christmas» (en español Creo en Papá Noel) es una canción del músico ingles Greg Lake  (conocido como miembro del grupo Emerson, Lake & Palmer), con letras de Peter Sinfield. Aunque a menudo se clasífica como una canción navideña, esta no era la intención de Lake. Dijo que escribió la canción como protesta a la comercialización de la Navidad. Sinfield, sin embargo, dijo que las palabras tratan sobre la pérdida de la inocencia y las creencias infantiles. Lanzada en 1975, la canción alcanzó el número 2 en la UK Singles Chart, el número 17 en la Irish Singles Chart y el número 98 en Australia.

## Contexto
Greg Lake escribió la canción en su casa en el oeste de Londres, después de afinar la cuerda inferior de su guitarra desde Mi hasta Re.
El estribillo instrumental (entre versos) proviene de la Troika, parte de la suite El teniente Kijé de Prokófiev, compuesta para la película del mismo nombre de 1934; esto fue agregado por sugerencia de Keith Emerson (se utilizó una adaptación da la misma canción en el posterior álbum navideño de Emerson). Peter Sinfield describió la canción como "una Navidad de postal, con bordes mórbidos".

## Publicación
La canción fue grabada por Lake en 1974 y lanzada por separado de ELP en 1975, alcanzando el número 2 en la UK Singles Chart. Se ocultó al número 1 de «Bohemian Rhapsody» de Queen. Lake comentó: 

I got beaten by one of the greatest record ever made. I would've been pissed off if I'd been beaten by Cliff Richard.
Me batieron en uno de los mejores discos jamás creados. Me habría enojado si Cliff Richard me hubiera derrotado.

 Sin embargo, el orquestador Godfrey Salmon dijo: 

I was surprised the single wasn't more successful. I thought "Bohemian Rhapsody" was rubbish, and still do. When it got to number 1 before we'd even brought ours out, I thought it would be long gone by Christmas. How wrong can you get?
Me sorprendió que el sencillo no tuviera más éxito. Pensé que «Bohemian Rhapsody» era basura y todavía lo hago. Cuando llegó al número 1, antes de que sacáramos el nuestro, pensé que ya habría desaparecido para Navidad. ¿Que tan equivocado puedes estar?

 El disco continuó vendiéndose y en 1984 y 1986 alcanzó el puesto 84 y 88, respectivamente, en la UK Singles Chart. La canción también alcanzó el número 98 en Australia a finales de 1975.

## Videoclip
El videoclip de la canción fue grabado en la peninsula del Sinaí de Egipto y en la cuevas de los rollos del Mar Muerto en Cisjordania e incluye imágenes de la Guerra de Vietnam y la Guerra de los Seis Días.

## Músicos
- Greg Lake – bajo, guitarra acústica, voz principal
- Orquesta Filarmónica de Londres – dirigida por Godfrey Salmon
- King's Singers – coro

## Legado
En 1977, se incluyó una segunda grabación de todo el trío ELP con un arreglo más suave, sin orquesta, en su álbum Works, Vol. 2. En 1993, se grabó una tercera versión para la caja recopilatoria de ELP The Return of the Manticore y, en 2002, Lake revisó una vez más la canción para la recopilación A Classic Rock Christmas, lanzada por la Sanctuary Records. La canción también apareció en varias otras recopilaciones, tanto de ELP como de Navidad, incluido el EP del mismo nombre – lanzado por Rhino Records en 1995 – que incluye tanto la versión del sencillo original (de Lake) como la de Works, Vol. 2.
La canción ha sido versionada por otros artistas, incluidos Toyah Willcox (1982), Elaine Paige (1986), Honeymoon Suite (1989), Human Drama (1999), Vertical Horizon (2002), Sarah Brightman (2008), la pequeña Connie Talbot (2009, 9 años), U2 (2010), Susan Boyle (2011), Tony Hadley (2015), Robbie Williams (2019) y, últimamente, Marillion (2023).
En 2005 Lake escribió una carta a The Guardian sobre la canción, en respuesta a la pregunta de un lector sobre si era possible sobrevivir solo en regalías navideñas: 

In 1975 I wrote and recorded a song called "I Believe in Father Christmas", which some Guardian readers may remember and may even own. It was a big hit and still gets played on the radio every year on December, and it appears on more or less every Christmas compilation going. So I can tell you from experience that it's lovely to get the old royally cheque around September every year, but on its own, the Christmas song money isn't quite enough to buy my own island in the Caribbean. I'm on tour at the moment and Christmas song is as well received now as it was 30 years ago – maybe even more so. If Guardian readers could all please request, it played by their local radio stations, maybe the Caribbean island wouldn't be so far away – and if I get here, you're all invited.
En 1975, escribí y grabé una canción titulada «I Believe in Father Christmas», que algunos lectores de The Guardian tal vez recuerden y también posean. Fue un gran exito y, todavía se reproduce en la radio todos los años alrededor de diciembre, y aparece más o menos en todas las recopilaciones navideñas. Así que puedo decirte por experiencia que es maravilloso recibir el antiguo cheque de regalías alrededor de septiembre en cada año, pero por si solo, el dinero de la canción navideña no es suficiente para comprar mi propia isla en el Caribe. Estoy en tour en este momento y la canción navideña es también recibida ahora como hace 30 años, tal vez incluido más. Si todos los lectores de The Guardian pudieran solicitar que lo reproduzcan en sus estaciones de radio locales, tal vez esa isla caribeña no estaría tan lejos, y si llego allí, estarán todos invitados.